# Gigo Gabasjvili
Giorgi Ivanovitsj (Gigo) Gabasjvili (Georgisch: გიორგი (გიგო) ივანეს ძე გაბაშვილი), signeernaam Gigo Gabaev (Tbilisi, 21 november 1862 - Tsichisdziri, 28 oktober 1936), was een Georgisch kunstschilder en kunstdocent. Hij wordt beschouwd als de oprichter van het kritische realisme in de Georgische schilderkunst. 

## Biografie

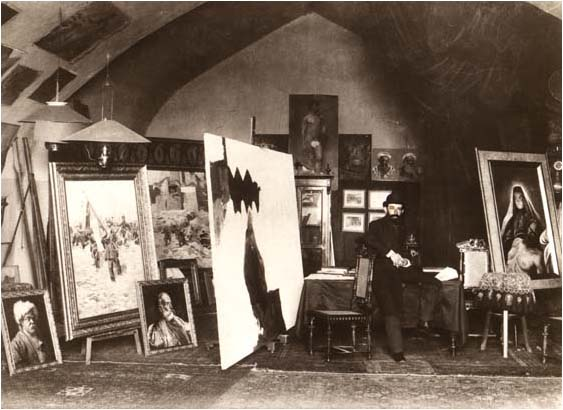
Gabasjvili, foto van Roinasjvili (1895).

Gabasjvili werd in 1862 geboren in Tbilisi, de hoofdstad van Georgië. In 1883 deed hij een vergeefse poging om toegelaten te worden ot de Academie voor Schone Kunsten in Sint-Petersburg. Hij keerde terug en werd in zijn geboorteplaats assistent van Franz Roubaud, een bekend schilder van oorlogsscènes. Voor Roubaud maakte hij veel reizen om materiaal en gegevens te verzamelen over de Russisch-Turkse Oorlog van 1877-78. Vervolgens lukte het hem om met de aanbeveling van Roubaud in 1886 toegelaten te worden in Sint-Petersburg. Hij was een klasgenoot van oorlogsscène-schilder Aleksandr Bogdanovitsj Villevalde. Tijdens zijn studie won Gabasjvili verschillende prijzen.
Verder had hij veel omgang met Ilja Repin en andere leden van het Russische Gezelschap voor Rondtrekkende Kunstexposities (Peredvizjniki). Deze contacten hadden veel invloed op hem.
Gabasjvili maakte in 1894 een reis door Centraal-Azië om nieuwe inspiratie op te doen voor zijn werk. Hij bestudeerde de mensen en culturen die hij ontmoette en maakte schetsen om zijn ervaringen een plaats te geven. Onderweg maakte hij in opdracht van de Amerikaanse diplomaat en zakenman Charles Crane een aantal schilderijen over Buchara en Samarkand, steden in het huidige Oezbekistan.

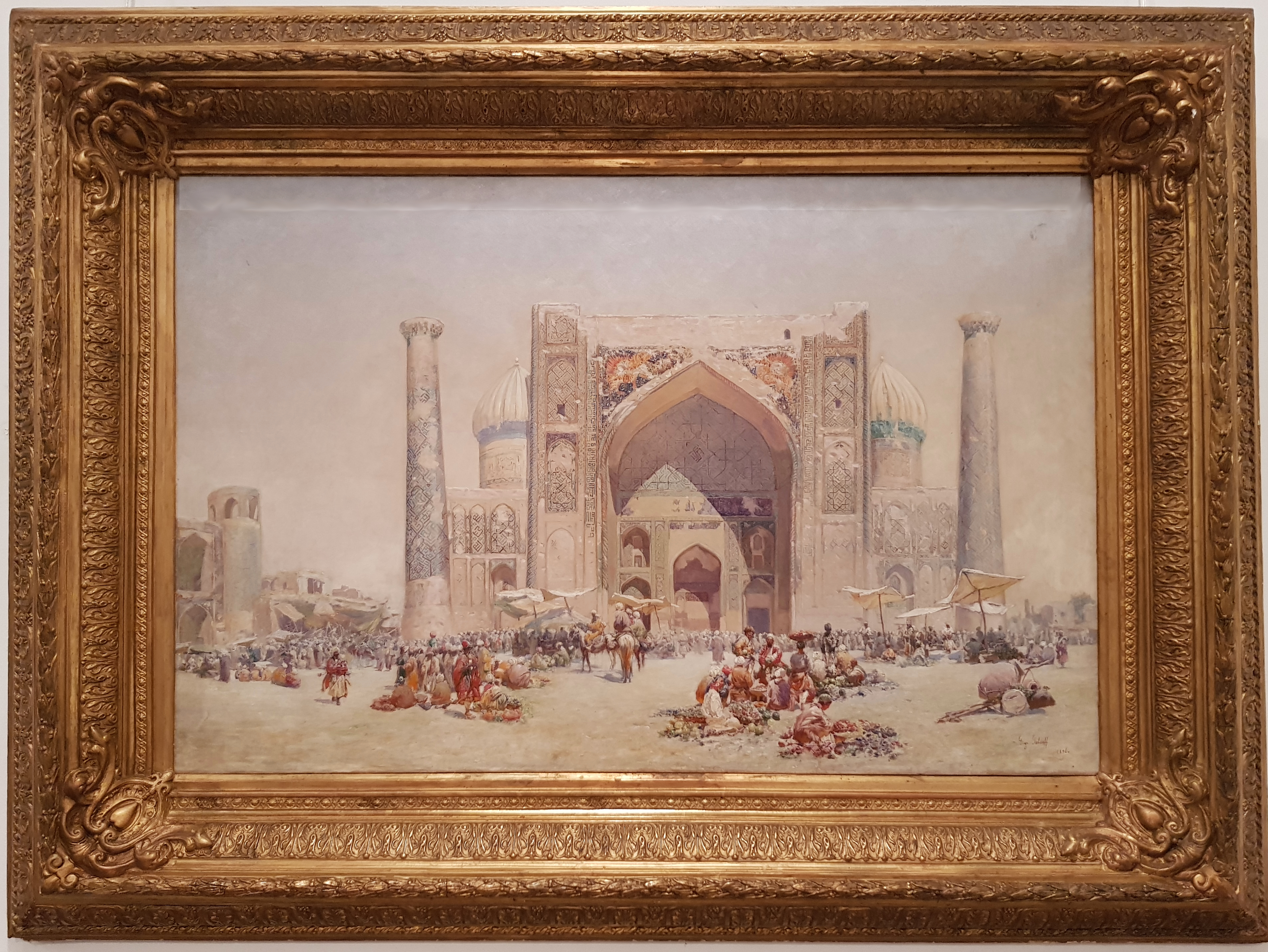
Bazaar in Samarkand (1896) in het Georgisch Kunstmuseum in Tbilisi

De reis inspireerde hem tot het maken van vier schilderijen over de bazaar op het Registan-plein tegenover de Shir Dor-madrassa in Samarkand. Een van die schilderijen leverde in 2006 ongeveer een miljoen euro op tijdens een veiling van Christie's in Londen. 
Tot 1897 studeerde hij verder aan de Academie voor Beeldende Kunst in München. Vervolgens keerde hij terug naar Tbilisi. Vanaf ongeveer 1900 gaf hij les aan de tekenschool van het Kaukasisch Genootschap voor de Bevordering van de Kunsten. Van dit gezelschap werd hij later directeur. Vanaf 1922 stond hij aan het hoofd van de Kunstacademie van Tbilisi, waar Elene Achvlediani een van zijn studenten was.
Gabasjvili wordt beschouwd als de oprichter van het kritische realisme in de Georgische schilderkunst, omdat hij een scala aan alledaagse scènes, portretten en landschappen schilderde. Zijn bekendheid dankt hij met name aan zijn levendige portretten van notabelen, stedelingen en boeren. Hij schilderde zowel aquarellen als olieverfschilderijen.
Hij had zijn atelier in de Paleisstraat, net boven de fotostudio van Aleksandre Roinasjvili (1846-1898), de eerste fotograaf van Georgië. Gabasjvili maakte zelf ook foto's en zijn collectie uit de negentiende eeuw werd later door A. Engel gebruikt voor een serie over de Kaukasus. Verder zijn er verschillende foto's van hem en studenten bewaard gebleven.

## Galerij

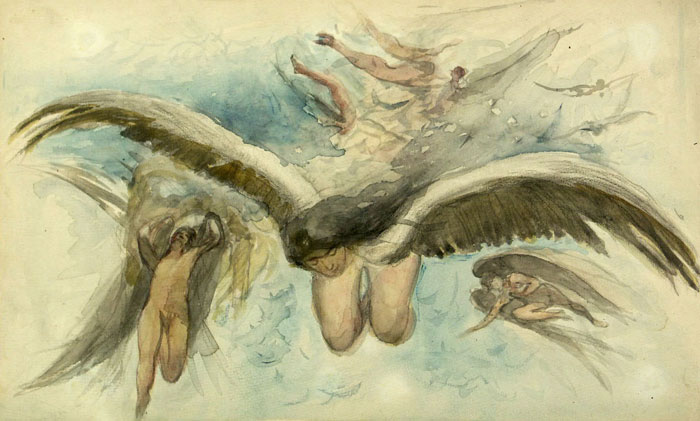
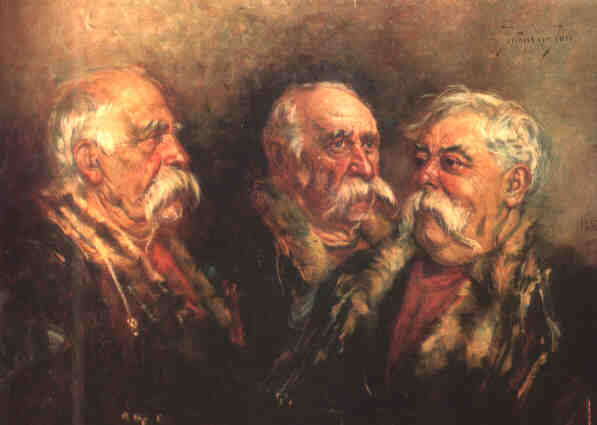
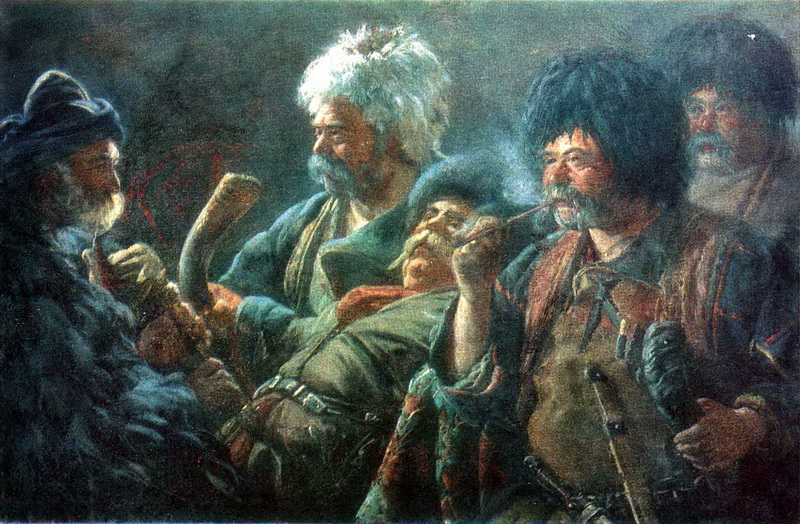
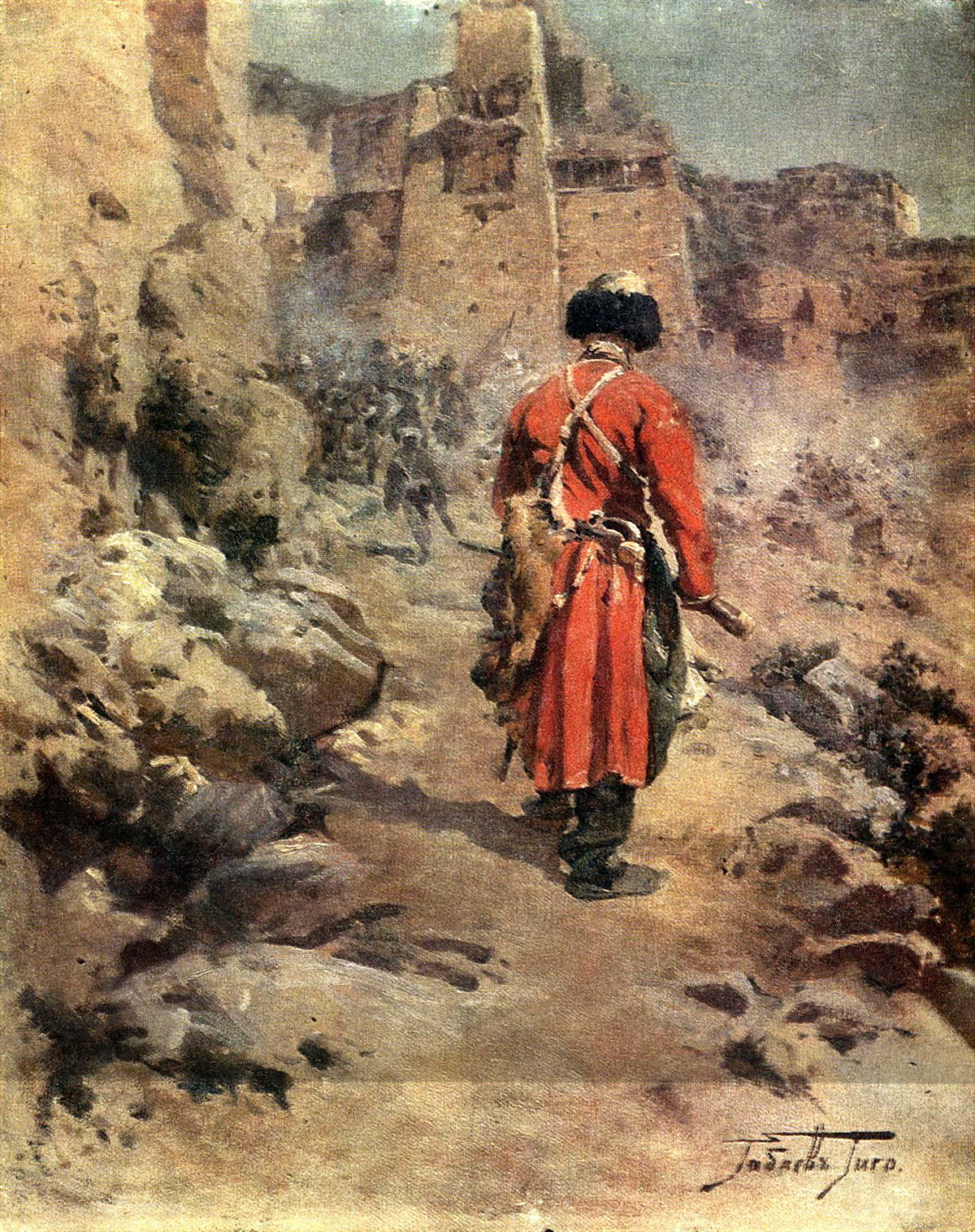
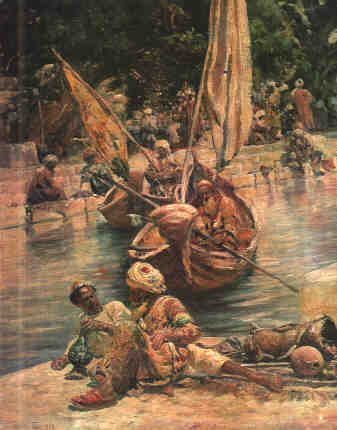
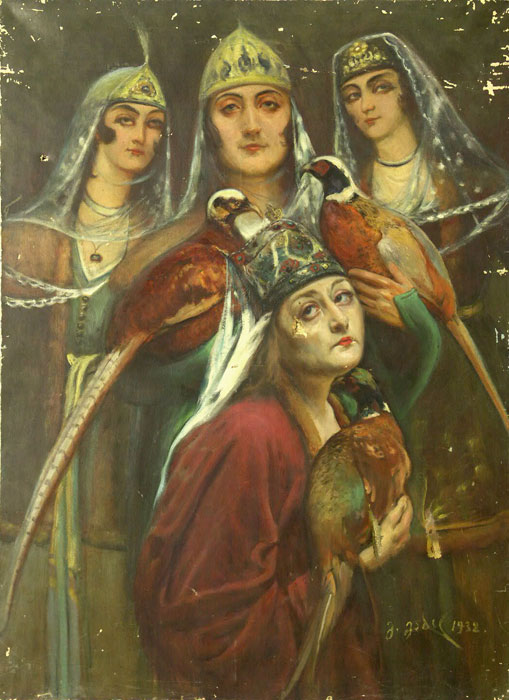